# Apenzadel

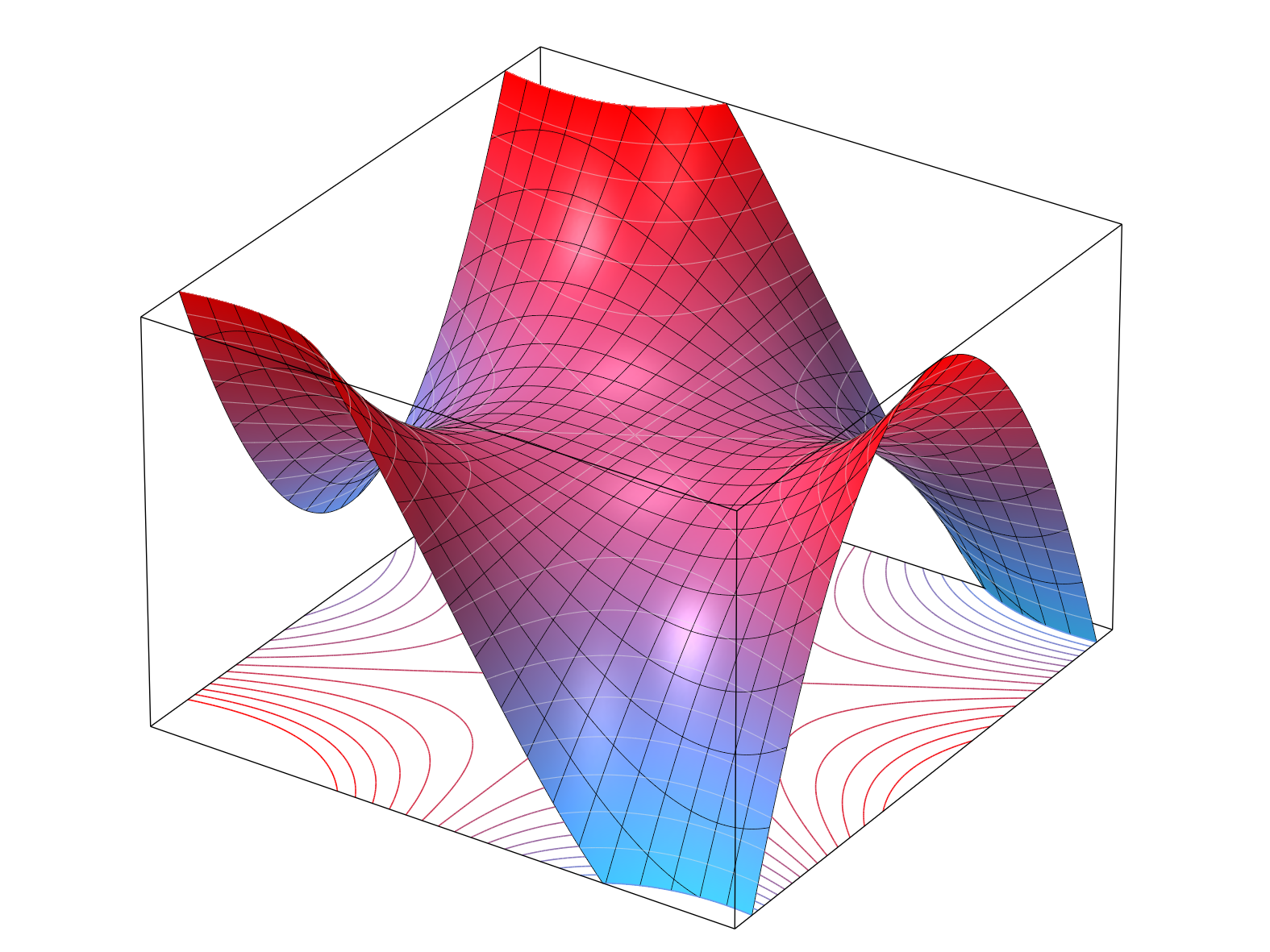
Het apenzadel

In de analyse, een deelgebied van de wiskunde, is een apenzadel een oppervlak dat beschreven wordt door de vergelijking
{\displaystyle z=x^{3}-3xy^{2}.}
Het apenzadel behoort tot de klasse van zadeloppervlakken. De naam is afgeleid uit de waarneming dat een zadel voor een aap drie dalende gedeelten vereist: twee voor de benen en een voor de staart. Het punt (0,0,0) op een apenzadel komt overeen met een ontaard kritisch punt van de functie {\displaystyle z(x,y)}) in (0, 0). Het apenzadel heeft een geïsoleerd lokaal sferisch punt, waar de Gaussiaanse kromming in de oorsprong gelijk is aan nul, terwijl de kromming in alle andere punten strikt negatief is. 